# Проспект Будівельників (Маріуполь)
Проспект Будіве́льників (до кінця 1960-х — Сестроріцька) — проспект в Приморському і Центральному районах Маріуполя.

## Загальні відомості
Проспект простягається у північно-південному напрямку від Зінцевої балки до житлового масиву «Західний», довжина — 5,6 км. Одна із центральних транспортних артерій міста.
Фактично, є центральною магістраллю, що з'єднує порт із західним краєм міста та низкою автомагістралей. На своєму шляху перетинається із проспектом Миру (E58). Пасажирський транспорт, що прямує із Мелітополя, Бердянська. Із вулицею Митрополитською, що є наскрізним транспортним коридором для вантажного транспорту в обхід центру міста. А також із бульваром Шевченка (E58, Н08) — транспортний коридор для всіх видів транспорту, що рухається із Мелітополя, Бердянська, Запоріжжя в напрямку Донецька, Новоазовська, Гнутового.

## Історія
У 1960-ті роки в Маріуполі розпочався будівельний бум. В цей час по одній стороні дороги, прокладеної неподалік від Хараджаєвського селища, адміністрація Морського торговельного порту збудувала для своїх працівників ряд будинків: дво- і триповерхових. Цю односторонню вулицю назвали Сестроріцькою. Вулиця була окраїнною і від неї до Верхнього портового шосе (нині проспекту Нахімова) простягались поля кукурудзи, соняшника і просто ділянки, які заросли бур'янами. Деякі новосели найближчою весною засадили ці ділянки картоплею, морквою та іншою городиною. Проте ці городи проіснували недовго. Невдовзі поруч з Сестроріцькою вулицею почали будувати мікрорайони п'ятиповерхівок — «хрущовок».
Наприкінці 1960-х років вулиця була перейменована на проспект Будівельників. Поступово окремі острівці забудованих площ злились в єдине ціле. З початком 1970-х років ця магістраль, прорізавши одноповерхову забудову Паркового селища, спрямувалася від проспекту Миру на північ — в сторону Лівобережного району. Забудова велась типовими дев'ятиповерхівками.
Здавна на Сестроріцькій було багато гуртожитків. В них, головним чином, мешкали робітники, які приїхали з різних куточків СРСР на ударні комсомольські будівництва заводів ім. Ілліча і «Азовсталь». Гуртожитки мали офіційну назву будинків молоді. Останні три дев'ятиповерхівки-башти були побудовані поблизу вулиці Лавицького.

ТД «Застава»

Від вулиці Лавицького проїзна частина проспекту ніби роздвоюється. Вздовж його правого відгалуження стоять кілька гуртожитків та триповерхівок — побутвставок і далі дорога впирається в тупик. Ліве ж відгалуження робить вигин лише після вулиці Бахчиванджі. Між відгалуженнями утворився острівець для пішоходів у вигляді витягнутого трикутника. За задумами архітекторів-планувальників майбутній проспект мав бути прокладений з урахуванням рельєфу місцевості. Рельєф диктував зробити поворот біля однієї з побутвставок, був затверджений і прийнятий до виконання. Проте, коли на пост першого секретаря міському вступив Володимир Цибулько, він методично почав об'їжджати райони новобудов. Під час одного з таких візитів йому на очі потрапило викривлення на вулиці Сестроріцькій. Він тут же дав розпорядження випрямити майбутню магістраль. Ніякі доводи архітекторів його не умовили. Так з'явився трикутний скверик. На початку 1990-х тут утворився базарчик, з часом його перенесли на великий пустир, призначений в свій час для устрою суспільного центру з критим ринком, магазинами, їдальнею, рестораном. Підприємці перетворили стихійний ринок в солідне торговельне підприємство «Застава» і задумки містобудівельників частково були виконані.
Поступово став освоюватись інший пустир на проспекті Будівельників, біля проспекту Миру. Першим тут з'явився Будинок політпросвіти. Після розпуску КПРС в його приміщеннях розмістилась універсальна товарна біржа, з нею сусідив гуманітарний коледж, який був перетворений у вищий навчальний заклад.
Деякі будівлі на проспекті Будівельників, побудовані за індивідуальними проектами удостоєні нагород на конкурс їх зодчих. Це комплекс корпусів Маріупольського комерційного технікуму, трьохзальний кінотеатр «Савона», названий в честь італійського міста-побратима Маріуполя.

## Перетин
- Провулок Човновий
- Провулок Чорноморський
- Провулок Дніпропетровський
- Кронштадтська
- Ростовська
- Лавицького
- Бахчиванджі
- Італійська
- Проспект Миру
- Бульвар 221-ї стрілецької дивізії
- Провулок Трамвайний
- Митрополитська
- Матросова
- Троїцька
- Бульвар Шевченка
- Бахмутська
- Пилипа Орлика
- Гранітна